# Hans-Wolfgang Strätz
Hans-Wolfgang Strätz (* 1. November 1939 in Miesbach) ist ein deutscher Rechtswissenschaftler, Rechtshistoriker und emeritierter Professor für Rechtsgeschichte, Bürgerliches Recht und Kirchenrecht an der Universität Konstanz.

## Leben und Wirken
Hans-Wolfgang Strätz studierte an den Universitäten München und Würzburg die Rechte, legte 1962 und 1966 beide juristischen Staatsexamina ab und wurde 1965 bei Paul Mikat in Würzburg mit einer Arbeit zur spätantiken Kirchenverfassung zum Doktor beider Rechte (Dr. iur. utr.) promoviert. Zu dieser Zeit betreute er die sich an der Universitätsbibliothek Würzburg befindlichen Archive der ehemaligen Deutschen Studentenschaft und des ehemaligen Nationalsozialistischen Deutschen Studentenbundes und erarbeitete anhand des ihm vorliegenden Quellenmaterials eine erstmals quellenbasierte und bis heute zentrale Abhandlung über die Bücherverbrennungen vom Mai 1933.
Von 1966 bis 1972 war Strätz Wissenschaftlicher Assistent bei Paul Mikat an der Universität Bochum, wo er sich 1970 mit einer Arbeit über die Entwicklung des Grundsatzes von „Treu und Glauben“ für die Fächer Deutsche Rechtsgeschichte, Bürgerliches Recht und Kirchenrecht habilitierte und ab 1972 als Wissenschaftlicher Rat und Professor tätig war. 1977 erhielt er einen Ruf an die Universität Konstanz, war dort bis zu seiner Emeritierung im Jahr 2005 Inhaber des Lehrstuhls für Rechtsgeschichte, Bürgerliches Recht und Kirchenrecht, von 1981 bis 1983 Prorektor, von 1995 bis 1997 Dekan der Juristischen Fakultät und von 2001 bis 2003 Leiter der Sektion Politik – Recht – Wirtschaft. 1992 erhielt er einen Ruf an die Ruhr-Universität Bochum, den er jedoch ablehnte.
Zu den Forschungsschwerpunkten von Strätz im Bereich der Rechtsgeschichte zählen das historische Eherecht, das Kirchen- und Staatskirchenrecht, das Bergrecht sowie der Bodensee als Rechtsobjekt. Auf dem Gebiet des geltenden Rechts beschäftigt er sich überwiegend mit dem Bürgerlichen Recht, dem Kirchenrecht, dem Erbrecht sowie dem Ehe- und Kindschaftsrecht.
Neben seiner Tätigkeit als Wissenschaftler und Hochschullehrer war Hans-Wolfgang Strätz Ständiger Vernehmungsrichter beim Erzbischöflichen Offizialat Freiburg, absolvierte von 1984 bis 1988 außerdem die Ausbildung zum Diakon, empfing im Herbst 1988 die Diakonweihe und wirkt als entpflichteter Ständiger Diakon für die katholische Kirchengemeinde in Allmannsdorf. Darüber hinaus war er von 2005 bis 2015 als Notfallseelsorger im Landkreis Konstanz tätig.
Hans-Wolfgang Strätz ist Familiare des Deutschen Ordens und seit dem Studium Mitglied der katholischen Studentenverbindungen KStV Walhalla Würzburg und KStV Albertia München im KV.

## Schriften (Auswahl)
- BGB-Synopse 1896–2005. Gesamtausgabe des Bürgerlichen Gesetzbuches von seiner Verkündung 1896 bis 2005 mit sämtlichen Änderungen im vollen Wortlaut in synoptischer Darstellung. In: J. von Staudingers Kommentar zum BGB, Neubearbeitung 2005 v. Tilman Repgen (Bearb.), Hans-Wolfgang Strätz (Red.), Sellier – de Gruyter, Berlin 2006, ISBN 978-3-8059-1018-7.
- Landtafel des Erzherzogtums Österreich ob der Enns, Bd. 1: Verfaßte Landtafel von 1616 und Corrigierte Landtafel von 1629, XXXIV (Forschungen zur Geschichte Oberösterreichs; 17). Oberösterreichisches Landesarchiv, Linz 1990, ISBN 3-9003-1349-0.
- Der Bodensee als Rechtsobjekt in Gegenwart und Geschichte. In: Helmut Maurer, Verein für Geschichte des Bodensees und seiner Umgebung (Hrsg.): Der Bodensee. Landschaft, Geschichte, Kultur (Bodensee-Bibliothek; 28). Thorbecke, Sigmaringen 1982, ISBN 3-7995-5029-1, S. 597–618. (auch in: Schriften des Vereins für Geschichte des Bodensees und seiner Umgebung 99/100 (1981/82), S. 597–618 Digitalisat).
- Der Verlobungskuß und seine Folgen rechtsgeschichtlich besehen, nebst drei Anhängen (Konstanzer Universitätsreden; 112). Universitätsverlag Konstanz, Konstanz 1979, ISBN 3-87940-138-1.
- Treu und Glauben, I. Beiträge und Materialien zur Entwicklung von „Treu und Glauben“ in deutschen Privatrechtsquellen vom 13. bis zur Mitte des 17. Jahrhunderts (Görres-Gesellschaft zur Pflege der Wissenschaft: Rechts- und staatswissenschaftliche Veröffentlichungen der Görres-Gesellschaft; N. F.; 15). Schöningh, Paderborn 1974, ISBN 3-506-73315-X.
- Die studentische „Aktion wider den undeutschen Geist“ im Frühjahr 1933. In: Vierteljahrshefte für Zeitgeschichte, 16 (1968), S. 347–372. PDF (Wiederabdruck unter dem Titel Die geistige SA rückt ein. In: Ulrich Walberer (Hrsg.): 10. Mai 1933. Bücherverbrennung in Deutschland und die Folgen (Fischer Taschenbücher; 4245). Fischer, Frankfurt a. M. 1983, ISBN 3-596-24245-2, S. 84–114).